# Allium viridiflorum
Allium viridiflorum là một loài thực vật có hoa trong họ Amaryllidaceae. Loài này được Pobed. mô tả khoa học đầu tiên năm 1949.